# 九州アジアリーグ
九州アジアリーグ（きゅうしゅうアジアリーグ）は、九州を活動地域とする日本のプロ野球独立リーグ。2021年より公式戦を実施している。発足当時は一般社団法人九州アジアプロ野球機構（Baseball Fedaration Kyusyu、略称：BFK）により運営されていたが、2024年シーズンからは九州アジアベースボールリーグ株式会社の運営に変わっている。略称はKAL。
リーグ名称については発足発表当時「九州独立プロ野球リーグ」と報じられ、その後運営団体が「九州アジアプロ野球機構」と改名した後にリーグの公式Twitterや上位組織である日本独立リーグ野球機構は「九州アジアプロ野球リーグ」と記載していた（下記参照）。さらにその後、2021年3月9日に「九州アジアリーグ」（略称：KAL）にリーグ呼称を統一すると発表した。
2021年9月からは、ヤマエ久野との命名権契約による「ヤマエ久野 九州アジアリーグ」の名称を使用した。その後、ヤマエ久野の持株会社（ホールディングス）化に伴い、2022年11月7日から命名権による名称は「ヤマエグループ 九州アジアリーグ」に変更された。しかし、2025年2月にリーグは同月をもってヤマエグループとの契約が満了し、3月以降は命名権による名称の使用を取りやめて「九州アジアリーグ」のみに戻ることを発表した。

## 概要
史上初の、九州を本拠として運営されるプロ野球独立リーグである。過去には、四国・九州アイランドリーグ〈現・四国アイランドリーグplus〉で、2008年から2010年までの間、福岡レッドワーブラーズと長崎セインツが九州を本拠として活動していたが、同リーグの事務局は当時より香川県高松市にあった。
開幕戦は2021年3月20日の予定だったが、天候不良により当日の試合は中止となり、翌21日の試合も同様となった。3月27日の佐伯総合運動公園佐伯野球場（佐伯中央病院スタジアム）での大分主催試合が初の公式戦となった。
発足発表当時より日本独立リーグ野球機構（IPBL）への加盟を表明し、2021年2月25日に正式に加盟が承認された。同機構加盟リーグの優勝チームによるグランドチャンピオンシップへの参加も計画し、シリーズが再開された2022年に初参加した。球団数については具体的な拡張構想があることを明言している。
リーグ名称の「アジア」に関しては、初代リーグ代表理事の田中敏弘は2020年11月の記者会見で、東アジアの4つの国と地域（大韓民国・中華人民共和国・台湾・フィリピン）の野球リーグとの「アジアリーグ」創設に向けた調査を実施中とコメントした。その後、2023年9月に、2024年度の大会からの参入を目指し、インドネシアを母体とした新チームが準加盟扱いで参加することが承認されたと発表した。チーム名は同年11月に「佐賀インドネシアドリームズ」に決定した。

## 沿革

### 設立まで
社会人野球チーム・熊本ゴールデンラークスのGMを務めていた田中敏弘は、社会人野球チームが抱える「活動を拡大するほど経費を要する」という現状に疑問を抱き、チームをプロ化するための準備会社を2019年11月に設立した。
田中は、2020年1月の日経産業新聞記事において、2021年からのチームのプロ化と独立リーグへの参加構想を明らかにした。この時点では、ソフトバンク三軍や他に「最低でも2球団」を募った上での独自のリーグ設立を理想としながら、困難であれば四国アイランドリーグplusへの加入も想定するとしていた。
同年8月、熊本日日新聞が2021年から熊本・大分2県のチームによるリーグ戦とソフトバンク三軍や四国ILとの交流戦で1チームあたり年間60試合を実施するとの旨の具体的なリーグ構想を報じ、翌9月以降、球団やリーグの設立などについての公式発表が相次いでなされた。

### 2020年
- 9月11日 - 熊本球団運営会社「KPB Project」の設立会見が開かれ、新リーグへの参加と球団名の公募が発表される[19]。
- 9月27日 - 大分球団の設立総会が開かれ、球団名を「大分B-リングス」に決定。
- 10月17日 - 熊本球団の名称が「火の国サラマンダーズ」に決定[20]。
- 11月4日 - リーグの運営団体となる「九州独立プロ野球機構」の設立会見が開かれる[3]。リーグ名が「九州独立プロ野球リーグ」となることも報じられた[3]。
- 11月7日 - 人吉市で合同トライアウトを実施、43人が参加[21]。10日に合格者（火の国サラマンダーズ9人、大分B-リングス10人）を発表した[22]。
- 12月1日 - 大分の監督に、元NPBの広田浩章が就任することを発表[23]。
- 12月8日 - 火の国の監督に、元NPBの細川亨が就任することを発表[24]。

### 2021年
- 1月19日 - リーグ運営団体の名称を「九州アジアプロ野球機構」に変更したことを発表[1]（のちにリーグ名も「九州アジアプロ野球リーグ」となった[11][25]）。また、翌日には本部所在地を福岡県福岡市博多区に移転し、従来の本部所在地は「熊本支部」に変更したことも明らかにした[26]。
- 2月4日 - 当年度シーズンの開催日程を発表[27]。
- 3月9日 - リーグの呼称を「九州アジアリーグ」（略称KAL）に統一し、リーグのロゴを制定したと発表[4]。
- 3月20日 - 予定されていた開幕戦の火の国（熊本）対大分（リプワーク藤崎台球場）が天候不良により中止となる[28][29]。開幕セレモニーは実施され、熊本市出身の水前寺清子が国歌斉唱のほかに持ち歌である「三百六十五歩のマーチ」を歌唱した[28][29]。
- 3月27日 - 開幕となる初の公式戦を佐伯中央病院スタジアムで開催（3対2で火の国が勝利）[10]。
- 5月13日 - 5月21日に予定されていた火の国と愛媛マンダリンパイレーツとの交流戦を無観客開催とすることを発表[30]。
- 5月17日 - 熊本県での新型コロナウイルス感染症まん延防止等重点措置適用決定を受け、6月4日 - 6日にリプワーク藤崎台球場で実施される試合のうち2試合については開始時間を前倒しする（当初は18時開始予定）とともに、この3日間は19時を過ぎて新たなイニングに入らない特別ルールを適用すると発表[31]。
- 8月18日 - 大分が対戦していた琉球のチーム関係者に新型コロナウィルスPCR陽性判定の可能性が出たことから、全チームの関係者にPCR検査を実施することとなり、その結果が判明するまでリーグの活動を休止すると発表[32]。
- 8月20日 - リーグで実施したPCR検査の結果、火の国サラマンダーズとリーグの関係者に陽性反応者が確認されたことから、濃厚接触者の特定まで活動を自粛すると発表[33]。
- 8月26日 - 大分については抗原検査で陽性者がいなかったため、27日から活動を再開すると発表[34]。
- 8月28日 - 火の国サラマンダーズはPCR検査で全員陰性判定となったことから、30日から活動を再開すると発表[35]。
- 8月31日 - 火の国サラマンダーズの小窪哲也が千葉ロッテマリーンズに入団することが発表される[36]。リーグ所属の元NPB選手がNPBに復帰するのは初となる。
- 9月10日 - 堀江貴文が設立した福岡県北九州市を本拠地とする新球団「福岡北九州フェニックス」の加盟を承認する[37]。
- 9月11日 - 火の国サラマンダーズの初年度優勝が決定[38]。
- 9月14日 - 中止となった4試合について振替試合を実施しないことを発表[39]。
- 9月26日 - 初年度の公式戦を終了[40]。
- 9月 - ヤマエ久野との命名権契約によるリーグ名称「ヤマエ久野 九州アジアリーグ」の使用を開始[41]。
- 10月11日 - NPBドラフト会議で、火の国サラマンダーズの石森大誠が中日ドラゴンズより支配下登録枠3巡目で指名され[42]、リーグ初のNPBドラフト指名者となる。

### 2022年
- 3月8日 - 日本野球機構 (NPB)と協定を結び、育成選手のリーグへの派遣が可能になったことを発表[43]。
- 3月19日 - 予定されていたシーズン開幕戦（北九州対熊本、北九州市民球場）が雨天中止となり、セレモニーだけが実施された[44]。
- 3月20日 - 2022年シーズンが開幕[45]。
- 4月1日 - 「運営効率化を目的」に、リーグ本部及び機構の本店を、熊本市（従来の熊本支部の所在地で、火の国サラマンダーズ本社と同じ）に変更[46]。
- 8月26日 - グランドチャンピオンシップに優勝チームが参加することが発表される[14]。当年度は全試合が藤﨑台県営野球場で開催されることも合わせて明らかにされた[14]。
- 8月29日 - ベースボール・チャレンジ・リーグ・北海道フロンティアリーグと合同の選抜チーム（日本独立リーグ野球機構選抜）により、当年のみやざきフェニックス・リーグに参加することが発表される[47]。
- 9月9日 - 宮崎県を本拠地とする新球団「宮崎サンシャインズ」の加盟を承認する[48]。
- 9月15日
  - 火の国サラマンダーズの2年連続でのリーグ優勝が決定[49]。
  - 福岡北九州フェニックスが、2023年度より球団名を「北九州下関フェニックス」に変更することを発表[50]。
- 9月19日 - 天候不順で中止となった4試合（大分対北九州）の振替を実施せず、9月25日で公式戦を終了すると発表[51]。
- 9月25日 - 予告通り本日をもって2022年の公式戦を終了[52]。
- 10月1日 - 火の国がBCリーグ優勝の信濃グランセローズをグランドチャンピオンシップ決勝で破り、同大会にKAL球団初参加にして独立リーグ日本一となる[53]。
- 10月5日 - 新たに理事会を設置し、代表理事に徳丸哲史が就任することを発表した[54]。リーグ設立者で前代表理事の田中敏弘は、退任挨拶で10月15日をもって九州アジアプロ野球機構を辞職すると表明した[54]。
- 11月7日 - 2023シーズン体制発表会をKRRホテル熊本にて開催。命名権によるリーグ名称がヤマエ久野の持株会社化に伴って「ヤマエグループ 九州アジアリーグ」に変更されることが発表された[6]。また、リーグのロゴデザインが変更されている[6]。同日、2023シーズンの開幕日が3月18日となることがあわせて発表され、カードは宮崎サンシャインズvs北九州下関フェニックス（都城運動公園野球場）および火の国サラマンダーズvs大分B-リングス（リブワーク藤崎台球場）となる[55]。

### 2023年
- 2月1日 - 北九州の球団名が本日付をもって「北九州下関フェニックス」に変更される[56]。
- 3月18日 - 2023年の公式戦が開幕。
- 3月28日 - 審判部アドバイザーに元NPB審判員の橋本信治が就任したことを発表[57]。
- 4月21日 - 佐賀県を拠点として東南アジアの選手を主体とした球団を設立して2024年よりリーグに参加する構想を、関係者が熊本市内で記者会見して明らかにした[58]。
- 9月8日 - 火の国がリーグ3連覇を達成[59]。
- 9月27日 - インドネシア球団（仮称）の準加盟承認を発表[60]。
- 10月1日 - グランドチャンピオンシップ決勝で火の国がBCリーグ優勝の埼玉武蔵ヒートベアーズを破り、連覇を達成[61]。
- 10月26日 - NPBドラフト会議の育成ドラフトで、大江海透・川上理偉が指名される[62]。
- 11月2日 - 準加盟の佐賀県のチーム名が「佐賀インドネシアドリームズ」に決定し、武雄市と嬉野市をホームタウンとすることが発表される[63]。

### 2024年
- 1月26日 - 運営法人が九州アジアベースボールリーグ株式会社に代わったことに伴い、公式ウェブサイトとメールアドレスを変更したと発表[2]。九州アジアベースボールリーグ株式会社自体は、前年11月に法人番号が登録されていた[64]。
- 1月30日 - 今シーズンからのピッチクロック導入を発表[65]。
- 3月15日 - 2024年の公式戦が開幕。
- 9月8日 - 北九州下関が初のリーグ優勝[66]。

### 2025年
- 1月23日
  - 佐賀の球団名を佐賀アジアドリームズに変更したことを発表[67]。
  - 東南アジアの野球組織であるNEO ASIA プロ野球機構（リーグ準加盟の佐賀を傘下に持つ）と連携協定を締結したことを発表[68]。
- 2月25日 - ヤマエグループとの命名権契約が2月をもって満了し、3月からはリーグ名称を「九州アジアリーグ」に戻すことを発表[7]。
- 3月15日 - 予定されていた今シーズンの開幕ゲームが2試合とも天候不良により中止となる[69][70]。
- 3月16日 - 当年度のシーズンが開幕[71]。

## リーグ構成球団
※「略称」はリーグ試合日程等で使用されるチーム名。
リーグ加盟球団
| チーム名                                              | 略称       | 参加年度 | 本拠地         | チームカラー | 備考                                      |
| ----------------------------------------------------- | ---------- | -------- | -------------- | ------------ | ----------------------------------------- |
| 大分B-リングス Oita B-rings                           | 大分       | 2021 -   | 大分県大分市   |              |                                           |
| 火の国サラマンダーズ Hinokuni Salamanders             | 火の国     | 2021 -   | 熊本県熊本市   |              |                                           |
| 北九州下関フェニックス Kitakyushu Shimonoseki Phoenix | 北九州下関 | 2022 -   | 福岡県北九州市 |              | 2023年1月までは「福岡北九州フェニックス」 |
| 宮崎サンシャインズ Miyazaki Sunshines                 | 宮崎       | 2023 -   | 宮崎県         |              |                                           |

リーグ準加盟球団
| チーム名                              | 略称 | 参加年度 | 本拠地 | チームカラー | 備考                                              |
| ------------------------------------- | ---- | -------- | ------ | ------------ | ------------------------------------------------- |
| 佐賀アジアドリームズ Saga Asia Dreams | 佐賀 | 2024 -   | 佐賀県 |              | 2025年1月22日までは「佐賀インドネシアドリームズ」 |

## 年度別順位
※2022年までの「熊本」は火の国サラマンダーズ。2023年より略称を「火の国」に変更。
※2023年までの「北九州」は北九州下関フェニックス。2024年より略称を「北九州下関」に変更。
| 年度 | 年度 | 1位        | 2位    | 3位    | 4位  |
| ---- | ---- | ---------- | ------ | ------ | ---- |
| 2021 | 2021 | 熊本       | 大分   | -      | -    |
| 2022 | 2022 | 熊本       | 北九州 | 大分   | -    |
| 2023 | 2023 | 火の国     | 北九州 | 大分   | 宮崎 |
| 2024 | 2024 | 北九州下関 | 大分   | 火の国 | 宮崎 |

## 開催形式

### 試合数
2021年2月4日に発表された開催日程（ただし出典は翌日発表の訂正版を使用）によると、2021年シーズンは熊本・大分両チームの対戦となる公式戦を各チーム36試合（各チーム主催18試合ずつ）のほか、交流戦として琉球ブルーオーシャンズと各チーム12試合（開催はすべて九州側球場）、四国アイランドリーグplusと各チーム8試合（アイランドリーグ4チームと2回ずつ対戦、すべてホームゲーム）、ソフトバンク3軍と各チーム4試合（ホーム・ビジター2試合ずつ=ソフトバンク3軍はタマホームスタジアム筑後）の合計60試合を、9月までの間に実施予定だった。琉球との交流戦は、琉球をホーム扱いする試合を含む形で実施されることになっていた。
最終的には初年度の公式戦は32試合となった。また交流戦は四国アイランドリーグplusとは11試合（火の国6・大分5）、ソフトバンク3軍とは7試合（火の国4・大分3）、琉球とは17試合（火の国9・大分8）が開催された。琉球との交流戦のうち、大分の1試合は当初の予定を変更して沖縄県内で開催された（3試合計画されたが2試合は中止）。この沖縄県内での開催については、琉球側が経費を負担する前提で提案して実施されたが、予定より早く帰還することになったため、用意された航空券の変更ができずに結果として戻りの費用は大分側が負担することになったという。
3球団となる2022年シーズンについては、各チーム公式戦72試合に公式戦扱いとなるソフトバンク3軍との交流戦5試合を加えた77試合を実施し、琉球や四国アイランドリーグplusとの交流戦はおこなわない方針と報じられていた。2022年3月11日発表の日程では各チーム公式戦72試合に、ソフトバンク3軍との交流戦6試合の合計78試合を開催する。またソフトバンク3軍との交流戦をリーグの公式戦扱いすることも正式に決定された。最終的には振替戦を打ち切ったため、大分と北九州はそれぞれ74試合でシーズンを終了した。
2023年は、2022年10月時点で、宮崎を含めた4チームにソフトバンク3軍および4軍を加えた6チームで試合を実施するという内容を山口新聞が報じていた。2023年1月26日に発表された日程では、各チームはリーグ内他球団と各22試合ずつの合計66試合に、ソフトバンク3軍および4軍との交流戦各6試合（合計12試合）を加え、78試合を実施するとした。最終的に、火の国の主催2試合（対北九州、ソフトバンク4軍）について前年同様振替を実施せず、火の国は76試合、北九州は77試合でシーズンを終了した。
2024年は、2月9日にリーグ内公式戦、2月15日にソフトバンク3・4軍との交流戦の日程がそれぞれ発表された。それによると、リーグ内公式戦のうち加盟球団同士の対戦は前年と同じ各22試合ずつの合計66試合、準加盟の佐賀と加盟球団の間で1カード当たり4試合を実施し、加盟球団は70試合、佐賀は16試合をおこなう。加盟球団はこれに加えてソフトバンク3軍と2試合、4軍と4試合の交流戦を実施するため、合計試合数は76試合となる。ソフトバンク3軍・4軍との交流戦は当年度はすべてリーグ所属球団のホームゲームとなり、HAWKSベースボールパーク筑後では公式戦に含めない練習試合を加盟球団1チームあたり3軍と1試合、4軍と3試合実施するのみとなった。
2025年について、2024年12月の時点でライターの田尻耕太郎は「65試合前後」に減少する見込みと述べ、リーグ代表の徳丸による「夏場の選手の負担軽減と地域交流活動の拡大」という説明を紹介した。2025年2月21日に同年シーズンの日程と試合数（リーグ内）が発表され、加盟球団が他の3球団と各カード18試合（各チームホーム9試合）の合計54試合に準加盟の佐賀と6試合（ホーム各3試合）の合計60試合、佐賀は1カード6試合×4チームの24試合を実施する形となった。同日時点ではソフトバンクファームとの交流戦については未発表で、後日反映するとしていた。2月28日にソフトバンクファームとの試合について発表され、当年度は4軍とのみ各チーム4試合ずつ（すべてリーグ所属球団ホーム）を公式戦として実施する形となり、合計試合数は64試合となる。さらに、台湾の社会人チームである「全越運動棒球隊」との交流戦を9月に6試合（加盟球団4チームと各1試合のほか、火の国・宮崎・佐賀選抜チーム、大分・北九州・佐賀選抜チームと各1試合）実施することが3月1日に発表され、このうち加盟各球団が単独チームとして対戦する1試合は成績計算の対象とすることが3月6日に明らかにされた結果、公式戦は65試合となった。

### 試合規定
公式戦および交流戦は9回までとし、9回を終了して同点の場合はタイブレーク戦を実施する。タイブレークの方式は、当初は一死満塁で開始しして12回までであった（12回を終了して同点の場合は引き分け）。ただし、21時30分を過ぎて新しいイニングには入らない。タイブレークによる延長戦は2021年5月4日の火の国対大分戦が初の適用例となった（延長11回で大分が勝利）。2022年から2023年までは、福岡ソフトバンクホークス3軍との試合においては、「9回打ち切り等の特別ルールを適用する場合がある」とされていた。2023年シーズンからはタイブレークイニングが1イニングのみ（10回で終了）に変更された（時間制限規定は撤廃）。さらに2024年シーズンからは、タイブレーク開始時の設定が無死一・二塁に変更されている。また同年からはソフトバンクファームとの試合はタイブレークを適用せず、一律に9回打ち切りとなった。
2022年シーズンからは、中止試合の振替としてダブルヘッダーを実施するようになった。ダブルヘッダーは7回制で実施される。ダブルヘッダーの場合には7回終了時に同点でもタイブレークの延長戦を実施せず、引き分けとなる。2024年シーズンは、当初日程より各チームとも数回のダブルヘッダー（主催ベースで北九州1回、火の国4回、大分・宮崎各5回）が組まれた。ダブルヘッダーのうち第1試合のみが中止となった際に、第2試合は9回制で実施する場合がある。2025年は3月3日時点の日程ではダブルヘッダーは設定されていないが、ダブルヘッダーの規定は存置され、7回終了で同点の場合2時間30分を超えていなければタイブレークを実施する形に変更された。
2023年からは、リーグ内での試合に限り、7回時点で10点差以上が開いた場合にはコールドゲームとして試合を打ち切るルールを導入した（7回表終了時に10点差以上の場合は7回裏を実施せず、7回裏の攻撃中に点差が10点となった場合はその時点で打ち切り）。7回制ダブルヘッダーの場合はこれらの規定を5回終了時に適用する。
初年度はNPBなどリーグ外チームとの交流戦の場合、試合が中止または不成立の場合は「0-0」の引き分け扱いとしていた。
指名打者制を採用し、予告先発はリーグ内（準加盟球団を含む）の公式戦に限って実施する。
2024年シーズンからは、試合時間短縮を目的に、日本のプロ野球リーグでは初めてピッチクロックを導入する。

### 優勝決定方式

#### 2021年
2球団のため、直接対決の勝利数が多いチームを優勝とし、同数の場合は以下の優劣により優勝チームを決定する（数字は比較する順番）。
1. 当季の得失点差
2. 当季の総得点数

したがって、NPB3軍や他の独立リーグ等との交流戦は順位算定の対象外となる。ただし、個人成績に関しては交流戦を含めた数値を使用する。四国アイランドリーグplusの側では対戦試合はすべて「練習試合」扱いとなり、アイランドリーグ側のリーグ戦順位や個人成績にはカウントされない形となる。

#### 2022年 - 2023年
福岡ソフトバンクホークス3軍との交流戦を含めた勝率で優勝を決定する。2チームが同率で首位に並んだ場合は、下記の順序で優位な側を優勝と決定する。
1. 当該カードでの当季の対戦成績
2. 当季の得失点差
3. 当季の総得点数

#### 2024年
佐賀および福岡ソフトバンクホークス3軍・4軍との対戦を含めた勝率で優勝を決定する。2チームが同率で首位に並んだ場合の比較項目と順序は2023年以前と同じである。

#### 2025年
佐賀および福岡ソフトバンクホークス4軍、台湾社会人チームとの対戦を含めた勝率で優勝を決定する（2チーム同率の場合の比較項目と順序は前年と同じ）。

## 運営
初年度の1試合平均観客動員は、火の国が約550人、大分が約350人だった。代表理事（当時）の田中は2021年10月の報道で、2022年度は1000人を目標としたいと述べた。

## 選手
各球団の保有選手数に上限は設けず、元NPB選手や外国人選手の出場者数制限も設定されない。公式戦出場選手登録数は30人までである。開幕時点ではリーグウェブサイト上での出場選手登録の公示は実施しておらず、登録抹消選手が生じた場合は該当チームからの情報として掲載されていたが、2021年4月13日よりリーグウェブサイト上での選手登録公示を開始した。
四国アイランドリーグplusやベースボール・チャレンジ・リーグは選手報酬にリーグとして一定の基準を設けている（各選手への査定は球団の裁量）が、当リーグでは2021年5月の時点で火の国の水準が大分を上回っていると報じられている。また、選手の副業を容認している（ただし2021年4月時点で副業を持つ選手は大分の数名のみ）。
2022年シーズンからは、福岡ソフトバンクホークスからの派遣選手を受け入れる方向で調整中と、2021年10月に報じられた。前記の通り2022年3月に、NPBとの協定により、育成選手受け入れが可能となった（ただし、2024年シーズンまで派遣実績はない）。
前記の通り初年度はリーグとして合同のトライアウトを実施した。しかし、2022年シーズンに向けては加盟各球団が個別にトライアウトを開催した。火の国は茨城アストロプラネッツ（ベースボール・チャレンジ・リーグ）および堺シュライクス（関西独立リーグ）、また福岡北九州は埼玉武蔵ヒートベアーズ（ベースボール・チャレンジ・リーグ）といった、他リーグ球団との合同トライアウトも実施している。
2022年オフ（11月1日）に実施するトライアウトは、再びリーグ一本の合同で開催することが同年8月29日に発表された。ただし、発表後にリーグ加盟が承認された宮崎は、独自のトライアウトを開催したのほか、北九州と大分も独自トライアウトを個別に実施した。2023年以降もリーグ合同でトライアウトが実施されている。

## 表彰
主な個人タイトル獲得者には表彰が実施されている。MVPは初年度から選出されているが、ベストナインの選出は最初の2年間は実施されなかった。2023年より選出されており、ファン投票によって決定された。準加盟球団の選手（2024年の佐賀）の公式戦実績については、個人記録の対象外とされている。2024年のベストナインも、前年同様ファンの投票で選出される。
ノーヒットノーラン達成者
ノーヒットノーラン#九州アジアリーグを参照。
サイクル安打達成者
- 中田航大（北九州） - 2025年5月18日 対佐賀戦（嬉野総合運動公園野球場）[130]

なお、交流戦の対戦相手チーム選手が達成した以下の例がある。
- 川村友斗（ソフトバンク3軍） - 2023年7月5日 対宮崎戦（西都原運動公園野球場）

## NPBドラフト指名選手
2021年
- 石森大誠（火の国） - 中日ドラゴンズ3位

本年のドラフト会議では、支配下登録枠指名を受けた唯一の独立リーグ選手となった。
2023年
- 大江海透（北九州） - オリックス・バファローズ育成2位
- 川上理偉（大分） - 中日ドラゴンズ育成4位

2年ぶりにリーグから指名者が出た。北九州、大分とも所属選手の指名は初となる。

## 拡張構想
2020年11月のリーグ設立会見で、代表理事（当時）の田中は沖縄を含めた九州各県8チームとする将来構想（パワー九州リーグ構想）を述べている。2021年3月の時点で、田中は2022年度は4球団に拡大してリーグ戦を実施したいとしていた。
2021年10月28日の報道では、2022年は3球団での開催となり、2023年に4球団とする構想もあるとされた。代表理事（当時）の田中は、九州の3県に参加の意向を持つチームが存在するとしている。後述の通り、この構想通りに球団数は拡大している。

### 琉球ブルーオーシャンズ
沖縄県内にはリーグ発足時点で2019年に創設したプロ野球球団「琉球ブルーオーシャンズ」が存在していた。先述の火の国サラマンダーズ創設時に琉球を含めて3チームで新リーグを発足させるという一部報道があったが、同チームは報道翌日に公式のTwitterにおいて、「（今の時点において）そのような事実はない」と否定している。その後、2022年で活動を休止している。

### 福岡北九州フェニックス
2021年5月22日に最初に西日本新聞に報じられ、同月26日に球団関係者がオンライン会見を実施した。2021年9月10日、球団側は公式Twitterにて、九州アジアリーグへの正式加盟認証をされたことを発表。同リーグも同日付で同球団の加盟を承認したことを発表した。

### 宮崎サンシャインズ
2022年9月9日、九州アジアリーグ公式ホームページにて、宮崎県を本拠地とする「宮崎サンシャインズ」が正式に加盟認証されたことが発表された。

### 佐賀インドネシアドリームズ
2023年4月21日、佐賀県を拠点とする新球団の社長である福原佑二が、2024年シーズンよりリーグへの参加を表明した。
同日、熊本市内で関係者が開いた記者会見によると、インドネシア、フィリピン、スリランカの選手を主体としてチームを設立し、2024年にリーグに参加する。共同代表は野原のほか、元千葉ロッテマリーンズ選手の香月良仁やペライチ会長の山下翔一、野球インドネシア代表や野球スリランカ代表で監督を務めた野中寿人らが務めている。
2023年9月27日、リーグはインドネシア球団の準加盟を承認し、2025年の正式加盟に向けて2024年度は一部公式戦への参加を認めると発表した。報道では選手は野球インドネシア代表を主体としてスリランカやパキスタンの出身者も含めた構成となり、この時点の報道では2024年の試合数は24試合の予定だった（前記の通り実際には16試合）。
11月2日に、球団名が「佐賀インドネシアドリームズ」に決定するとともに、武雄市・嬉野市をホームタウンとする協定を両市との間で調印した。

## スポンサー

### リーグ命名権
- ヤマエ久野（2021年9月9日 - 2022年11月6日）
ヤマエ久野 九州アジアリーグ
- ヤマエグループホールディングス（2022年11月7日 - ）
ヤマエグループ 九州アジアリーグ

### 2022年度
オフィシャルスポンサー
- ヤマエ久野（2022）
- 九電工（2022）
- 東京スポーツ（2022）

オフィシャルサプライヤー
- 一光スポーツ UNITEX（2021 - 2022）
IPBL統一球（2021年3月1日 - ）

### 過去
オフィシャルサプライヤー
- UPSET（2021）